# Championnats du monde de karaté 1970
Navigation
Édition suivante
Les championnats du monde de karaté 1970 ont eu lieu à Tokyo, au Japon, en 1970. Il s'agissait de la toute première édition des championnats du monde de karaté senior. Au total, 178 karatékas provenant de 33 pays du monde ont participé aux deux épreuves au programme.

## Résultats

### Épreuve individuelle
| Rang | Pays       | Karatéka         |
| ---- | ---------- | ---------------- |
| 1    | Japon      | Kouji Wada       |
| 2    | Canada     | John Carnio      |
| 3    | États-Unis | Tonny Tullener   |
| 3    | France     | Dominique Valera |

### Épreuve par équipes
| Rang | Pays    |
| ---- | ------- |
| 1    | Japon E |
| 2    | Japon C |
| 3    | Japon B |

## Tableau des médailles
Au total, sept médailles ont été distribuées. Quatre pays en ont remporté au moins une. Mais c'est le Japon, pays hôte, qui a récupéré les deux médailles d'or en compétition.
| Tableau des médailles |            |    |        |        |       |
| Rang                  | Pays       | Or | Argent | Bronze | Total |
| 1                     | Japon      | 2  | 1      | 1      | 4     |
| 2                     | Canada     | 0  | 1      | 0      | 1     |
| 3                     | États-Unis | 0  | 0      | 1      | 1     |
| 3                     | France     | 0  | 0      | 1      | 1     |